# 前腕筋
前腕筋（ぜんわんきん、英語: muscles of the forearm）は前腕の筋肉の総称。

## 構成する筋肉
- 円回内筋
- 橈側手根屈筋
- 長掌筋
- 尺側手根屈筋
- 浅指屈筋
- 深指屈筋
- 長母指屈筋
- 方形回内筋
- 腕橈骨筋
- 長橈側手根伸筋
- 短橈側手根伸筋
- 回外筋
- 尺側手根伸筋
- 総指伸筋
- 小指伸筋
- 示指伸筋
- 長母指伸筋
- 短母指伸筋
- 長母指外転筋